# Olha Liakhova
Olha Oleksandrivna Liakhova (en ukrainien : Ольга Олександрівна Ляхова), née le 18 mars 1992 à Roubijne, est une athlète ukrainienne, spécialiste du 800 mètres.

## Biographie
Le 25 août 2017, elle décroche la médaille d'argent de l'Universiade à Taipei en 2 min 3 s 11, après avoir été un instant en tête de l'épreuve après disqualification de la Cubaine arrivée première.
Le 10 août 2018, elle remporte la médaille de bronze des championnats d'Europe de Berlin avec 2 min 00 s 79, derrière sa compatriote Nataliya Pryshchepa (2 min 00 s 38) et la Française Rénelle Lamote (2 min 00 s 62).
Lors des Jeux européens de 2019 à Minsk, elle remporte, en 4 min 25 s 02, la médaille d’or du relais poursuite. Elle ne participe pas ensuite sur cette épreuve de relais lors des demi-finales. Toujours avec l’équipe d’Ukraine, elle remporte également la médaille d’or par équipes lors de la finale de ces Jeux européens, en battant sur le fil l’équipe biélorusse, lors de la dernière épreuve du relais poursuite, sans handicap, en 4 min 27 s 14.

## Palmarès
| Date | Compétition                       | Lieu             | Résultat | Épreuve   | Temps         |
| ---- | --------------------------------- | ---------------- | -------- | --------- | ------------- |
| 2013 | Championnats d'Europe par équipes | Gateshead        | 3e       | 800 m     | 2 min 02 s 30 |
| 2013 | Championnats d'Europe espoirs     | Tampere          | 2e       | 800 m     | 2 min 01 s 90 |
| 2013 | Championnats du monde             | Moscou           | 4e       | 4 × 400 m | 3 min 27 s 38 |
| 2014 | Championnats d'Europe par équipes | Brunswick        | 3e       | 800 m     | 2 min 03 s 39 |
| 2014 | DécaNation                        | Angers           | 1re      | 800 m     | 2 min 07 s 30 |
| 2015 | Championnats du monde             | Pékin            | 5e       | 4 x 400 m | 3 min 25 s 94 |
| 2017 | Championnats d'Europe en salle    | Belgrade         | 3e       | 4 x 400 m | 3 min 32 s 10 |
| 2017 | Championnats d'Europe par équipes | Lille            | 1re      | 800 m     | 2 min 03 s 09 |
| 2017 | Championnats d'Europe par équipes | Lille            | finale   | 4 x 400 m | DQ            |
| 2017 | Universiade                       | Taipei           | 2e       | 800 m     | 2 min 03 s 11 |
| 2018 | Championnats d'Europe             | Berlin           | 3e       | 800 m     | 2 min 00 s 79 |
| 2019 | Championnats d'Europe en salle    | Glasgow          | 3e       | 800 m     | 2 min 03 s 24 |
| 2019 | Ligue de diamant                  | Ligue de diamant | 4e       | 800 m     | 2 min 01 s 16 |
| 2019 | Championnats du monde             | Doha             | 7e       | 4 x 400 m | 3 min 27 s 48 |

## Records
| Épreuve | Performance   | Lieu  | Date         |
| ------- | ------------- | ----- | ------------ |
| 800 m   | 1 min 58 s 94 | Pékin | 27 août 2015 |